# John Southam Wycherley Stone
John Southam Wycherley Stone, britanski general, * 1895, † 1983.